# Glucosurie
Als Glucosurie (oder Glukosurie, älter auch Glykosurie) bezeichnet man die vermehrte Ausscheidung von Traubenzucker (Glucose) über den Harn durch die Niere. Uringlucosewerte von 15 mg/dl (0,8 mmol/l) im „Nüchternurin“, das sind etwa 15 % des normalen Blutzuckerspiegels, gelten noch als physiologisch. Nahrungsbedingt können die Werte von „Nicht-Nüchternurin“ bis doppelt so hoch sein. Werden beim „Nüchternurin“ jedoch Werte gemessen, die größer als 15 mg/dl (0,8 mmol/l) sind, spricht man von einer Glucosurie.
Ursache für eine Glucosurie kann zum einen ein Anstieg der Blutglucosekonzentration (zum Beispiel bei Diabetes mellitus) und damit eine Überschreitung der Nierenschwelle, zum anderen eine Nierenfunktionsstörung (Diabetes renalis oder renale Glucosurie) sein. Der genetisch bedingten Form der renalen Glucosurie liegt eine Mutation im Natrium/Glucose-Cotransporter Typ 2 (SGLT2) zugrunde. Sie ist als harmlos zu bewerten.
Die Nierenschwelle liegt bei einer individuellen Blutglucose-Konzentration von ca. 140–170 mg/dl (7,7–9,35 mmol/l). Ab dann können nicht mehr alle filtrierten Glucosemoleküle über die proximalen Tubuluszellen der Niere rückresorbiert werden, da der Transportmechanismus (Cotransport mit Natrium-Ionen) gesättigt ist. Dadurch erhöht sich auch die Teilchenzahl im Harn und es folgt eine osmotische Diurese.